# Evan Jager
Evan Jager, född 8 mars 1989, är en amerikansk friidrottare.
Jager blev olympisk silvermedaljör på 3000 meter hinder vid sommarspelen 2016 i Rio de Janeiro.